# Gemini (Stargate SG-1)
Gemini (Géminis) es el undécimo episodio de la octava temporada de la serie de televisión de ciencia ficción Stargate SG-1. Corresponde al episodio Nº 165 de la serie.

## Trama
El SGC recibe en una activación no programada, un viejo IDC perteneciente a la Tte. Coronel Carter junto a un mensaje indicando que "ENVIEN UN MALP". Tras unos minutos, se envía una sonda, y en la pantalla aparece otra Samantha Carter. Ella se identifica como un Replicador con forma humana, creado por Quinto a partir de los recuerdos y pensamientos de Carter, pero dice que quiere que la destruyan. Si bien O'Neill está dispuesto a ello, Carter cree que es mejor hablar con ella para obtener información. Así, acuerdan permitirle a la replicante ir al sitio alfa donde Carter y Teal'c la interrogan. Pronto, ella revela que Quinto y el resto de los replicantes (excepto ella) se hicieron inmunes al disruptor diseñado por O'Neill, y vienen a la Vía Láctea.
Ante esto, Carter cree que la mejor opción para volver a hacer efectivo el disruptor es con ayuda de su copia replicante, y ésta acepta cooperar. Tras la aprobación de O'Neill, la replicante se conecta a la programación de los Replicadores en busca de una cifra que Quinto utilizó para desarrollar inmunidad. Dado que es posible que sea detectada, Thor envía al sitio alfa un satélite disruptor Asgard, pero antes de poder encontrar la cifra, la replicante dice que Quinto ya la descubrió y está a dos horas de llegar. Sin embargo, durante una conversación mental con Quinto se revela que ella en realidad sigue de su lado y está buscando crear una verdadera cifra para hacer inmune a los replicadores. Sin saber esto, Carter le insiste al Gral. O'Neill en que ya es tarde para irse, y que aun tienen una oportunidad. Teal'c entonces se dispone a poner el satélite en orbita, pero antes O'Neill le ordena en secreto destruir a la copia de Carter en cuanto el disruptor funcione. 
Poco después, la replicante dice haber conseguido la cifra y empieza a programar el arma. Sin embargo, la nave de Quinto llega antes de que pueda finalizar, por lo que Carter ordena la evacuación de la base. Ella dice que su copia también ira con ellos, pero Teal’c dice que O’Neill no permitirá que un replicador entre al Comando Stargate y la apunta con el desintegrador. Mientras Carter intenta detenerlo, la replicante empieza a hacer algo en el Computador y se comunica con Quinto, a quien le dice que los humanos son más crédulos que él. Tras ingresar unos datos, se separa del monitor, afirmando que terminó que lo vino hacer. El satélite dispara a la nave replicadora, la cual rápidamente se desintegra. En su última conversación, Quinto le pregunta por qué, y ella responde que él debería saberlo, puesto que fue quien la creó. Luego, Teal'c le dispara a la replicante, pero el arma no tiene efecto en ella. Tras golpear a Tea'c y a otro soldado, la Carter replicante sujeta del brazo de la Carter verdadera y ambas aparecen en una sala similar a la donde hablaba con Quinto. Allí, ella le agradece a Carter por haberle permitido estudiar el disruptor para así crear una cifra con la que los Replicadores en esos momentos están adquiriendo inmunidad. Además revela que acabó con Quinto por considerarlo patético e incapaz de liderar a un ejército, a diferencia de ella. Tras unos minutos, suelta a Carter y avanza por la base hasta el portal, sin que los soldados puedan hacer algo. La replicante entonces activa la puerta, pero cuando trata de irse Teal'c la agarra del brazo. Ante esto, ella se separa de su brazo, el cual rápidamente se desintegra. 
Al final, de vuelta en el CSG, Carter conversa con O'Neill, mientras está examinando los restos del brazo de su copia. Si bien, Jack le recuerda que él dio la autorización para cooperar con la replicante, Carter se culpa por haberle enseñado a Quinto a traicionar, cosa que su copia a su vez aprendió de éste.

## Artistas invitados
- G. Patrick Currie como Quinto.
- Jason Emanuel como Sargento técnico.
- Gary Jones como Walter Harriman.
- Chris Robson como soldado de Fuerzas Especiales.
- Dan Shea como Sargento Siler.
- Amanda Tapping como RepliCarter
- Michael Shanks como Thor (voz).[3]